# Elsah Township (comté de Jersey, Illinois)
Elsah Township est un township du comté de Jersey dans l'Illinois, aux États-Unis,.

## Source de la traduction
- (en) Cet article est partiellement ou en totalité issu de l’article de Wikipédia en anglais intitulé « Elsah Township, Jersey County, Illinois » (voir la liste des auteurs).